# Coleophora solenella
Coleophora solenella là một loài bướm đêm thuộc họ Coleophoridae. Nó được tìm thấy ở Pháp, Thụy Sĩ, Tây Ban Nha, Ý and miền nam Nga.
Ấu trùng ăn Artemisia campestris. Chúng tạo tổ kén bằng tơ hình ống, dài 20 cm màu vàng. Góc miệng khoảng 15°. Ấu trùng có thể tìm thấy từ tháng 10 đến tháng 6.